# Tatjana Iwanowna Muraschkina
Tatjana Iwanowna Muraschkina (russisch Татьяна Ивановна Мурашкина; * 23. März 1957 in Sursk) ist eine sowjetische bzw. russische Physikerin und Hochschullehrerin.

## Leben
Das Studium am Polytechnischen Institut Pensa schloss Muraschkina 1979 als Spezialistin für Feinmechanik-Instrumente mit Auszeichnung ab.
Darauf arbeitete Muraschkina als Ingenieurin im Forschungsinstitut für Physikalische Messungen in Pensa, um schließlich dort führende Konstrukteurin und wissenschaftliche Senior-Mitarbeiterin zu werden. Ihre Dissertation über die Entwicklung von Kühlmethoden für Bauelemente unter Verwendung von wärmespeichernden Materialien und effizienten Wärmeübertragungsvorrichtungen verteidigte sie 1984 mit Erfolg für die Promotion zur Kandidatin der technischen Wissenschaften.
Seit 1998 lehrt Muraschkina am Lehrstuhl für Gerätebau der Staatlichen Universität Pensa (PGU). Sie verteidigte 2001 ihre Doktor-.Dissertation über glasfasroptische Amplituden-Sensoren für Informations- und Messsysteme mit Erfolg für die Promotion zur Doktorin der technischen Wissenschaften. Die Ernennung zur Professorin folgte 2002.
Entsprechend ihren Glasfaseroptik- und Halbleiter-Sensoren-Forschungsschwerpunkten leitete Muraschkina verschiedene Entwicklungsprojekte, die vom russischen Präsidenten, dem Bildungsministerium und dem Russischen Fonds für Grundlagenforschung gefördert wurden. Von 2006 bis 2011 leitete sie das Qualitätsmanagementsystem der PGU. Ihre Forschungs- und Lehrtätigkeit begründete die Pensa-Wissenschaftsschule für den Glasfaseroptik-Gerätebau.

## Ehrungen
- Erfinderin der UdSSR
- Ehrenarbeiterin der Höheren Berufsbildung der Russischen Föderation (2015)